# چنگوره (تاکستان)
چنگوره (تاکستان)، روستایی از توابع بخش مرکزی شهرستان تاکستان در استان قزوین ایران است. در این روستا دو قوم بهزادپور و قلیچ خانی زیسته اند.یکی از بزرگان قبیله قلیچ خانی که در این روستا معروف می‌باشد  (محمد علی قلیچ خانی ) می‌باشد

## جمعیت
این روستا در دهستان قاقازان غربی قرار دارد و براساس سرشماری مرکز آمار ایران در سال ۱۳۸۵، جمعیت آن ۹۴ نفر (۲۴خانوار) بوده‌است.

## مردم و زبان
مردم این روستا آذربایجانی و به زبان ترکی آذربایجانی صحبت میکنند.